# Монгольско-французские отношения
Монгольско-французские отношения — двусторонние дипломатические отношения между Монголией и Францией. В 2010 году двусторонний товарооборот между Монголией и Францией составил 56,7 млн долларов.

## История
В 2023 году У. Хурэлсух посетил Францию и встретился с Э. Макроном.

## Экономические отношения
В 2005 году двусторонний товарооборот между Монголией и Францией составил 30,0 млн долларов. В 2010 году двусторонний товарооборот между Монголией и Францией составил 56,7 млн долларов. В 2005 году экспорт Монголии во Францию составил 0,7 млн долларов. В 2010 году экспорт Монголии во Францию составил 3,9 млн долларов. В 2005 году экспорт Франции в Монголию составил 29,4 млн долларов. В 2010 году экспорт Франции в Монголию составил 52,8 млн долларов.

## Послы Монголии во Франции
- А. Баттур (по состоянию на 2021 год)[5].

## Послы Франции в Монголии
- С. Сурун (по состоянию на 2022 год)[6].